# Hans Nydegger

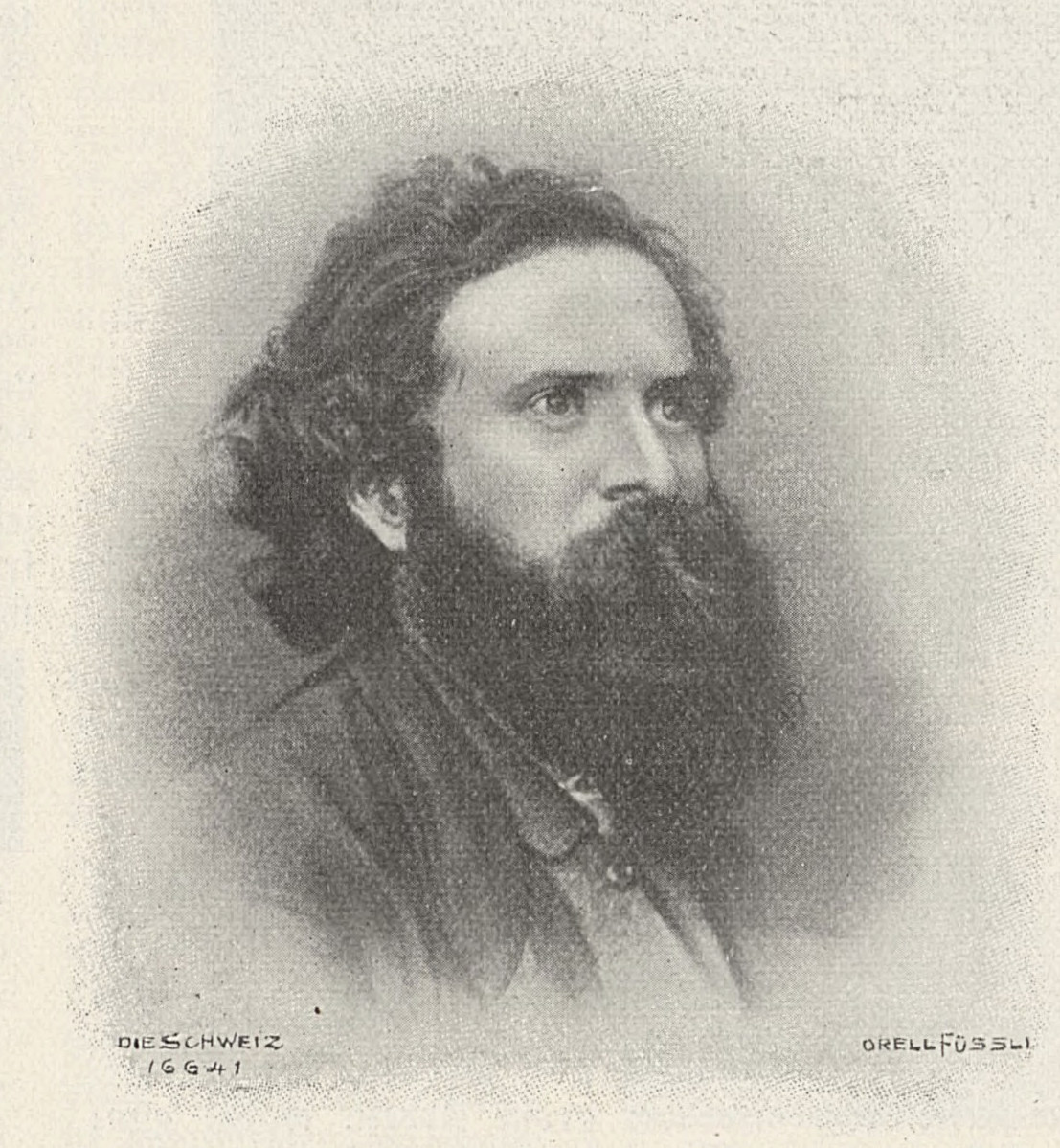
Hans Nydegger

Hans Nydegger (* 13. März 1848 in Kalchstätten bei Guggisberg; † 4. Mai 1909 in Zürich) war ein Schweizer Journalist und Schriftsteller in Mundart. Seine Pseudonyme waren Hans N. Egger, Hiesel Gottwalt, Hans im Obergaden, Hans Nimmdichinacht, Frater Hilarius, Hilarius Schartenmeier sowie Hasian Nusspickel und weitere.

## Leben

### Familie
Hans Nydegger war der zweite Sohn des Käsers und Senners Christian Nydegger († Dezember 1894) und dessen Ehefrau Katharina (geb. Ulrich). Sein Vater betrieb verschiedene Käsereien im Guggisberger Land, hirtete im Sommer auf der Alp Wahlenhütte und war der Hüter des dortigen Schwefelbergbads.
Er heiratete 1873 Elisabeth († 1908), die Tochter des Müllers Johann Zbinden aus Guggersbach bei Guggisberg. Gemeinsam hatten sie acht Kinder.
1880 zog die Familie von Münchenbuchsee nach Niederönz. 1898 übersiedelte sie nach Zürich.

### Werdegang
Hans Nydegger besuchte die erweiterte Oberschule Rüschegg; einer seiner Mitschüler war der spätere Redaktor Ulrich Dürrenmatt, mit dem er eine lebenslange Freundschaft pflegte.
1871 leistete er seinen Dienst als Sanitätssoldat (siehe auch Schweiz im Deutsch-Französischen Krieg).
Er war bis 1874 als Käser in einem der Betriebe seines Vaters tätig und bildete sich bis dahin autodidaktisch weiter; in dieser Zeit leitete er auch vorübergehend die Unterschule Hirschhorn bei Rüschegg.
Der Schriftsteller Arnold Lang aus Bern berief ihn 1874 in die Redaktion der von ihm herausgegebenen Berner Tagespost und des Hausfreunds. Dort blieb Hans Nydegger bis 1876, um dann in Kirchberg kurzzeitig eine eigene Buchdruckerei zu führen. In dieser Zeit gab er von 1875 bis 1876 den Schweizerischen Dorfkalender heraus.
1877 kaufte er die Druckerei und den Verlag der Berner Volkszeitung in Herzogenbuchsee, dem er den Untertitel Buchsi-Zytig gab. Er machte die Zeitung zu einem Oppositionsblatt und setzte sich hierbei für eine demokratische Regeneration des politischen Lebens ein. Er gab dazu unter anderem den Berner Volks-Kalender heraus. 1880 musste er die Berner Volkszeitung wieder an Ulrich Dürrenmatt verkaufen, der das Blatt auch selbst als Redaktor weiter führen wollte, es aber kurz darauf wieder Nydegger überliess.
Anfang 1879 trat er eine fünfzigtägige Haftstrafe an, zu der er im Jahr zuvor wegen Verleumdung verurteilt worden war.
Ab dem 1. Juli 1885 gab er die Neue Dorfzeitung – Wochenblatt des armen Lazarus heraus.
1887 redigierte er die von ihm wieder ins Leben gerufene, wöchentlich herausgegebene, Schweizerische Dorfzeitung, in der er bereits in der Vergangenheit Beiträge veröffentlicht hatte.
Bis 1898 war er erst in Niederönz und darauf in Zürich als kämpferisch-kritischer Zeitungskolumnist und freier Schriftsteller tätig. Er veröffentlichte verschiedene Publikationen im Eigenverlag, unter anderem redigierte er die Monatsschrift Der Götti, die vorher als Schärrmauer eine Beilage der Berner Volkszeitung war.
Hans Nydegger gehörte der Freisinnigen Partei an.

### Schriftstellerisches und künstlerisches Wirken
Noch während Hans Nydegger sich autodidaktisch weiterbildete, begann er bereits in dieser Zeit Anekdoten und Gedichte zu schreiben, die unter anderem in der Schweizerischen Dorfzeitung, die von 1840 bis 1850 erschien, im Dorfkalender und im Gwunderchratten veröffentlicht wurden.
Seine Erzählungen in Prosa, unter anderem 1885 Bei der Kessigrube und in Reimen, 1895 Die wilde Jagd am Schwendelberg sowie Mundartgedichte erschienen unter verschiedenen Pseudonymen in Kalendern, Zeitungen und im Selbstverlag. Dazu verfasste er verschiedene Lieder, die in Zeitschriften und Kalendern veröffentlicht, jedoch nie gesammelt wurden.
Aus Anlass des bernischkantonalen Gesangfestes in Herzogenbuchsee 1884 sang Hans Nydegger dem Musikdirektor Karl Munzinger das ungeschriebene Guggisberger Lied,’s Vreneli ab em Guggisberg vor und diktierte ihm den Text. Dieser bearbeitete die Fassung und veröffentlichte sie singgerecht für Chöre und Gesangsvereine; das Lied wurde am kantonalen Gesangfest in Interlaken als Gesamtchor uraufgeführt.
Er wurde Mitarbeiter an dem 1881 gegründeten Schweizerischen Idiotikon, das ihn besonders für die Guggisberger Mundart (siehe auch Berner Oberländisch) beizog.

## Mitgliedschaften
Hans Nydegger war Mitglied der Gesellschaft der Chuzen in Bern, die sich in den 1860er Jahren gebildet hatte, die auch den Chuzen-Kalender herausgaben, und deren weitere Mitglieder unter anderem Johann Christian Ott, Hans Trüb, Paul Volmar (Pseudonym Georg Tann) (1832–1906), Samuel Haberstich (Pseudonym Arthur Bitter), Robert Weber und Johann Jakob Romang waren.

## Schriften (Auswahl)
- Humoristisch-satyrisches Klaglied über meine Verurtheilung zu 50 Tagen Gefangenschaft vor den Allisen in Burgdorf den 5. Oktober 1878. Herzogenbuchsee 1878 (Digitalisat).
- Aus dem Bernbiet: Geschichten und Gedichte. 1879.
- Bei der Kessigrube. Herzogenbuchsee 1885 (Digitalisat in GoogleBooks).
- Lina. In: Appenzeller Kalender. Band 165. 1886 (Digitalisat in E-Periodica).
- Der Leyerkasten – erschröckliche ergötzliche und rührsame Balladen. Selbstverlag, 1888.
- Hansli und Hans: eine wahre Geschichte. 1891.
- «Wälsch Zung ist untrüw»: schweizerische Volkserzählung aus der Zeit der französischen Internierten im Jahr 1871. Herzogenbuchsee 1893.
- Hans der Chüjer oder Uese Muni het’s. Haller, Bern 1897.
- Eine Pfarrwahl in Rumpelbach: Humoreske. 1900.
- Die Herren von Stein: Eine Rittergeschichte. 1902.
- Vergangene Tage: Geschichten und Sagen. 1905.
- Die wilde Jagd am Schwendelberg. In: Schwyzerlüt: Zytschrift für üsi schwyzerische Mundarte. Band 16, Heft 3. 1954 (Digitalisat in E-Periodica).
- Der Oberbödeler: Humoreske. In: Appenzeller Kalender. Band 236. 1957 (Digitalisat in E-Periodica)